# Жувальна гумка
Жува́льна гу́мка (розм. жу́йка) — кондитерський виріб, призначений для жування не ковтаючи, у вигляді м'якої неїстівної нерозчинної еластичної основи з різними смаковими та ароматичними добавками.
Люди використовували жувальні гумки протягом принаймні 3000 років. Сучасна жувальна гумка спочатку виготовлялась з чикла — природного латексу. З 1960-х років жувальна основа гумки була замінена на бутадієн-синтетичний каучук, який дешевший у виробництві. Більшість жувальних гумок є полімерами. Перша жувальна гумка без цукру — «Leaf» — була створена в Фінляндії (фірма «Хухтамякі»); за нею вийшов Dirol данської фірми «Dandy» і «Orbit» від «Wrigleys».
Законом України жувальна гумка віднесена до харчових продуктів: «харчовий продукт — речовина або продукт (неперероблений, частково перероблений або перероблений), призначені для споживання людиною. До харчових продуктів належать напої (в тому числі вода питна), жувальна гумка та будь-яка інша речовина, що спеціально включена до харчового продукту під час виробництва, підготовки або обробки».

## Історія
Жувальна гумка відома древнім грекам, ацтекам і мая, які жували смолу дерев, застиглий сік гевеї, каучук. Задовго до нової ери стародавні греки жували смоляну мастику, в другому столітті нашої ери індіанці мая в Центральній Америці й ацтеки в Мексиці жували чикли. Індіанці Північної Америки жували смолу ялини.

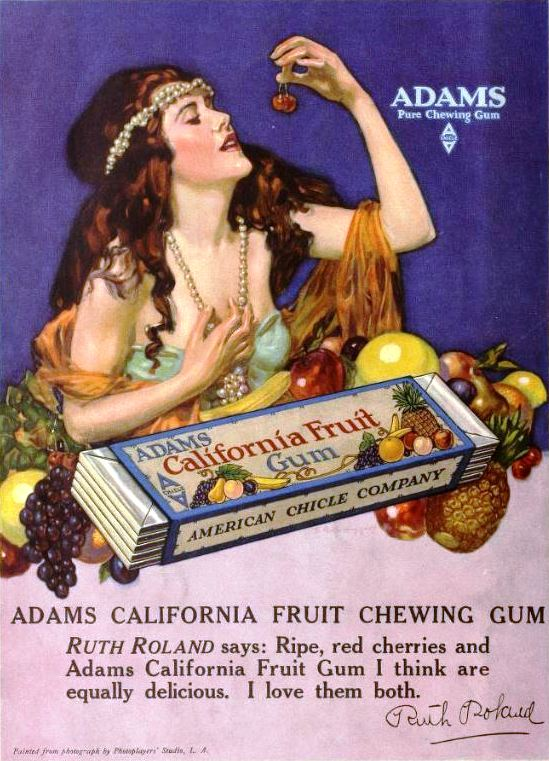
Реклама жувальної гумки, 1919 рік

Пізніше в продажу з'явився парафін для жування.
Сучасна жувальна гумка була запатентована в США в 1869 році дантистом.
В 1849 році в США була випущена до продажу перша жувальна гумка.
В 1869 році Томас Адамс закуповує велику партію каучуку у мексиканського генерала Антоніо Лопес де Санта Анна, диктатора Мексики, який мав намір зібрати гроші на свій реванш в Мексиці, продаючи чикл, вирішує перевірити чи можливою є заміна каучуку для виробництва гуми смолою дерева саподіла, яку привозили з джунглів Кінтана-Роо (півострів Юкатан). Генерал звертається до винахідника Томаса Адамса з пропозицією дізнатись перспективу перетворення чиклу в низьковартісну заміну гумі. Адамс погодився спробувати. Плани збагатися зазнають повний провал. Санта-Анна повертається в Мексику, в той час, як Адамс залишається в тупику з тонною купленого ним непотрібного чиклу, з якого йому так і не вдалося зробити замінник для шин екіпажів. Коли Адамс пішов в аптеку і випадково побачив маленьку дівчинку, яка жувала цукерки з воску, згадав, що мексиканці часто жували чикл. Згодом Адамс стає засновником «Cadbury Adams» з виробництва жувальної гуми, і торговельної марки льодяників з жуйкою всередині — «Чиклетс». Одночасно з Томасом Адамсом свій вид жувальної гумки запропонував американський лікар Вільям Семпл. За його задумом жування цієї гумки мало очищувати зуби й тренувати жувальні м'язи. Проте його жувальна ґумка була зроблена з дуже твердої гуми й тому вона не мала попиту.
В 1882 році з'явилась жувальна ґумка під торговою маркою Wrigley. 1893 року з'явились жувальні гумки «Juicy Fruit» і «Wrigley's Spearmint». 1910 року Wrigley з'явилась в Канаді, в 1915 році — в Австрії, в 1939 році — у Великій Британії, в 1992 році — в Росії.

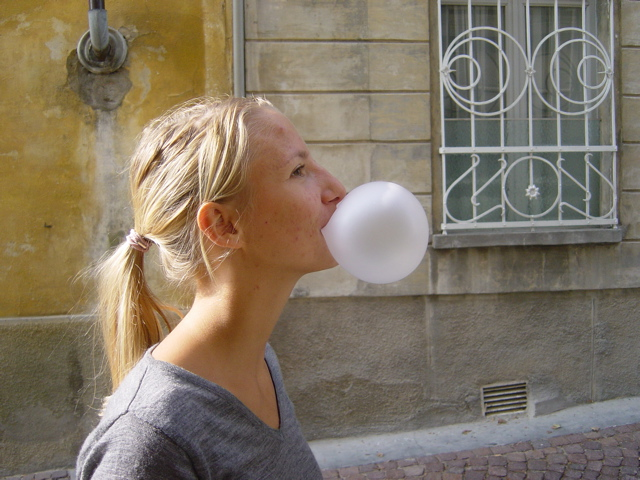
Бульбашка з жувальної гумки

У 1928 році американець Волтер Даймер винайшов надувну жуйку, використовуючи пропорції каучуку, цукру, кукурудзяного сиропу і ароматизатора.
На початку ХХ століття жувальну гумку почали жувати і в Європі.
Зі збільшенням попиту на жувальну гумку чиклу почало бракувати, і тому робились спроби пошуку замінників цієї сировини. З цією метою були досліджені латекси та смоли — гутаперча, гута-кальян, джелуонг (джелутунг, джелутонг) — коагульований латекс дерев із родини Apocynaceae, які ростуть на Борнео, сорва, натуральний каучук, гідрогенізована смола (живиця) деяких хвойних рослин. Найбільш придатним і дешевшим чиклу виявився джеулонг, але виявилось, що він жується гірше і погано втримує смакові добавки. Робились спроби взяти за основу клейковину пшеничного борошна і зеїн (білок кукурудзи), але при підрахунках дійшли висновку, що витрати на додаткові посівні площі перевищать вигоди від заміни чиклу.
Розвиток органічної хімії привів дослідників до синтетичних полімерних матеріалів. Було встановлено, що добре очищені нерозчинну у воді полімери, наприклад, полівінілхлорид, без смаку, не прилипають до зубів і не тверднуть при тривалому жуванні. Англійськими вченими в 1951 році було винайдено полівінілацетат, але для виробництва жувальної гумки він не годився, оскільки побічні продукти надавали йому специфічного запаху і гіркий присмак. Водою погано вимивались ці домішки, і англійці запропонували промивати полімер сумішшю води і метанолу або води й ацетону. Недолік з низької пластичності полімеру було усунуто за допомогою пластифікатора, але пластифікатор додав нового недоліку — не утворював міцних зв'язків з полімером, мігрував на поверхню і потрапляв всередину організму, а ґумка ставала жорсткою і жувати її було складно. Тоді зайнялись внутрішньою пластифікацією вінілацетату — співполімеризацією з вінілпіролідоном, і в Японії почали в 1962 році почали випускати розчинну жувальну гумку, а американськими вченими було запропоновано використовувати сополімер вінілацетату з d-лімоменом і сополімер вінілацетату з 2-етилгексилакрилатом. Залишалось придати полімеру ще одну властивість — він не повинен прилипати до зубів. Пробували додавати сірку і вуглекислий кальцій, але сірка утворювала сульфід заліза, який забруднював продукт, а вуглекислий кальцій залишав присмак крейди. За прикладом натуральної смоли, яка в очищеному вигляді більш липка, ніж в неочищеному (при промивці смоли видаляються таніди), було прийняте рішення додавати таніди. При жуванні таніди швидко екстрагуються, але в присутності полівінілового спирту, полівінілпіролідону, крохмалю, метилцелюлози, оксиетилцелюлози і желатину екстракція затримується, а гострий смак танідів зникає. Таким чином, полівінілацетат в цілому розв'язав проблему, хоча і не усі основи роблять із цього мономеру.
В 1963 році Томас Адамс в США виготовив 120 тисяч тонн жувальної гумки.
Станом на 1969 рік у виробництві жувальної гумки дозволено використовувати синтетичну сировину: парафін (синтезований по методі Фішера-Тропша з окису вуглецю і кисню), бутадієнстирольний каучук, нафтовий віск, поліетилен, натуральну і синтетичну каніфоль. Використовують також віск із рисових висівок, стеарати натрію і калію. З дозволених антиоксидантів використовують бутилгідроксианізол, пропілгалат. В процесі утворення полімера в реакційну суміш вводять сульфіт натрію. Забарвлюють жувальну гумку порошком какао, куркумовим коренем і іншими харчовими барвниками. До складу жувальної гумки можуть входити латекси саподіли, джелутунг рослин родин Moraceae і Euphorbiaceae (їх возять з Британського Гондураса, Колумбії, Венесуели).
«Філіп Морріс», що має найбільше підприємство з виробництва сигарет в Гватемалі, починаючи з 1971 року займається виробництвом жувальної гумки.
У СРСР жувальна гумка офіційно не розглядалась як функціональна необхідність, а розглядалась як прояв західної експансії. Імпортна жувальна гумка довгий час була предметом культу, оскільки в країні вона не виготовлялась. Таким чином, жувальна гумка створювала невеликий, але добре відомий усім чорний ринок товарів. Діти нерідко випрошували жувальні гумки в іноземців. У зв'язку з цим набула популярності фраза «рос. Мир, дружба, жвачка» (традиційно звучить російською).
Виробництво жувальної гумки в СРСР вперше було організоване в Талліні і Єревані у 1977 році. Залучався зарубіжний досвід, хоча деякі підприємства працювали на основі, розробленій Єреванським філіалом НПО «Пластполімер» спільно з Всесоюзним науково-дослідним інститутом кондитерської промисловості. Першу жувальну гумку СРСР випустив в 1977 році на фабриці «Єреванські солодощі». 1983 року до продажу випускались «Апельсинова», «М'ятна» і «Полунична» жувальна ґумка, а в Ленінграді намагалися налагодити випуск «Барбарисової», «Сливової» і «Малинової».

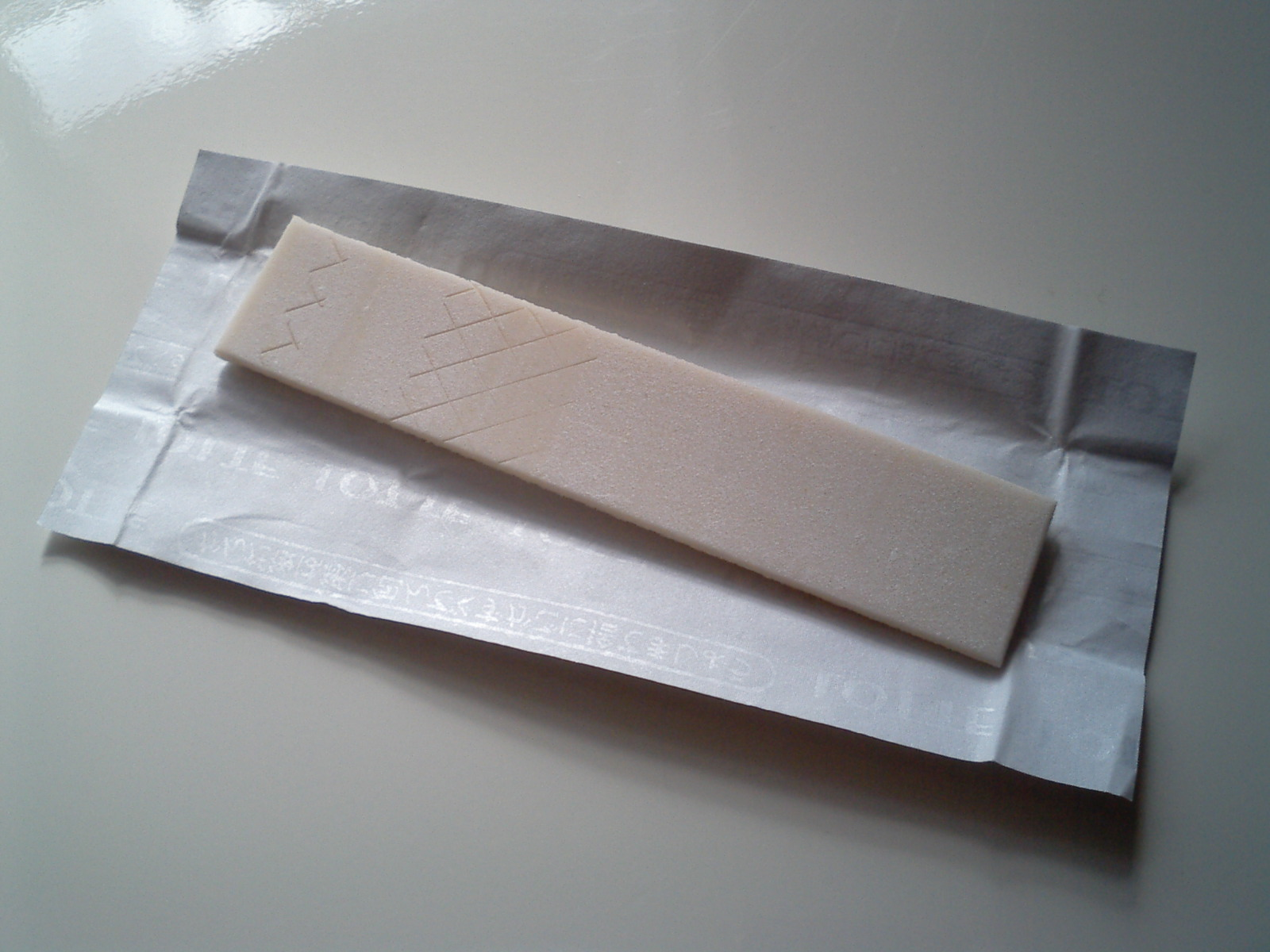
Розгорнута смужка жувальної гумки

В 1981 році в СРСР планувалось виготовити 8 тисяч тонн жувальної гумки, що майже у 2 рази більше, ніж було випущено в 1979 році. Проте, в СРСР жувальна ґумка ще не стала звичним товаром як пряники чи цукерки.
В 1996 році у Петербурзі розпочато будівництво першого в Росії заводу з виробництва жувальної гумки «Wrigley». Потужність заводу 15 тисяч тонн гумки на рік.

## Виготовлення жувальної гумки
Все починається з жувальної основи — речовини, яка дозволяє жувати гумку. Основа синтетична: з пластику і гуми. Жувальну основу поміщають в міксер, додають барвники та ароматизатори. З початком перемішування додають глюкозний сироп, щоб підсолодити склад. Сироп рідкий, і це допомагає зберігати жувальну основу м'якою. Потім додають декстрозу, так званий «виноградний цукор» — порошковий підсолоджувач. Інгредієнти перемішують близько 20 хвилин. Змішування нагріває масу, від чого вона сплавляється воєдино.
Суміш готова, коли вона досягла консистенції тіста. На візку її доставляють до преса для попереднього видавлювання. Прес видавлює суміш через вузький отвір, що схоже на те, як на зубні щітки видавлюють зубну пасту з тюбика. Це перетворює великий, громіздкий матеріал в зручні смужки, які потім проходять через основний прес для видавлювання.
Інший прес стискає кожну смугу до фактичної ширини шматка жуйки, вона виходить довгим безперервним потоком, щоб потім бути розрізаною на порції. Процес видавлювання розігріває жуйку. Якщо її розрізати й упакувати негайно — вона прилипне до обгортки. Тому перед упакуванням жувальну гумку охолоджують в охолоджуючій камері протягом 15 хвилин при температурі 3-7ºС.
На виході жувальна гумка досить охолоджена для нарізки та упаковки. Обидві операції виконує одна машина, за долі секунди. Для обгортки використовують вощений папір. Машина обробляє 900 шматків жувальної гумки на хвилину.
Часто жувальній гумці надають рожевого забарвлення. Жувальну гумку роблять рожевою тому, що це був єдиний колір, який знайшовся у Волтера Дамера, коли той винайшов її на початку другої чверті 20 століття.
Якщо жувальну гумку виготовляють з соку дерев-каучуконосів, то процес виготовлення жувальної гумки розпочинається з оброблення соку кислотою або шляхом виварювання соку, після чого він перетворюється на м'яку, але досить пружну масу.
У випадку виготовлення жувальної гумки з обробленого чиклу, процес виготовлення розпочинається з розплавлення водяною парою блоків сирого чиклу. Рідкий, як кленовий сироп, розплав піддають фільтрації через сито, після цього очищують на центрифузі, а після цього переправляють у вакуум-фільтр. Відфільтрований продукт зливають і ретельно перемішують, додаючи в нього цукор-пісок, патоку, помягшувачі і ароматичні речовини. Після цього продукт охолоджують холодним повітрям, перемішують в тістомішалці, і направляють перемішану масу під валки. Валками регулюють бажану товщину смужки жувальної гумки. Таким чином жувальні гумки виготовлюються шляхом розм'якшення (розплавлення) еластомерної основи гумки з подальшим додаванням інших допоміжних речовин. Для отримання бажаного товарного вигляду продукту їх додатково обробляють екструзією, розрізанням, і при потребі покриттям оболонкою, глянсуванням і т. д. Отримання жувальної гумки з покриттям, особливо гумок у формі гранул, може включати стадії заморожування і подрібнення в замороженому стані пластин з відформованими на них гранулами. Покриття наносять у вигляді сиропу, в який додають 0,1-10 % кислот.
Хоча всі використовувані інгредієнти є відомими, проте порядок змішування і рецептура є комерційною таємницею.

Жувальна гумка "Donald" компанії Maple Leaf.
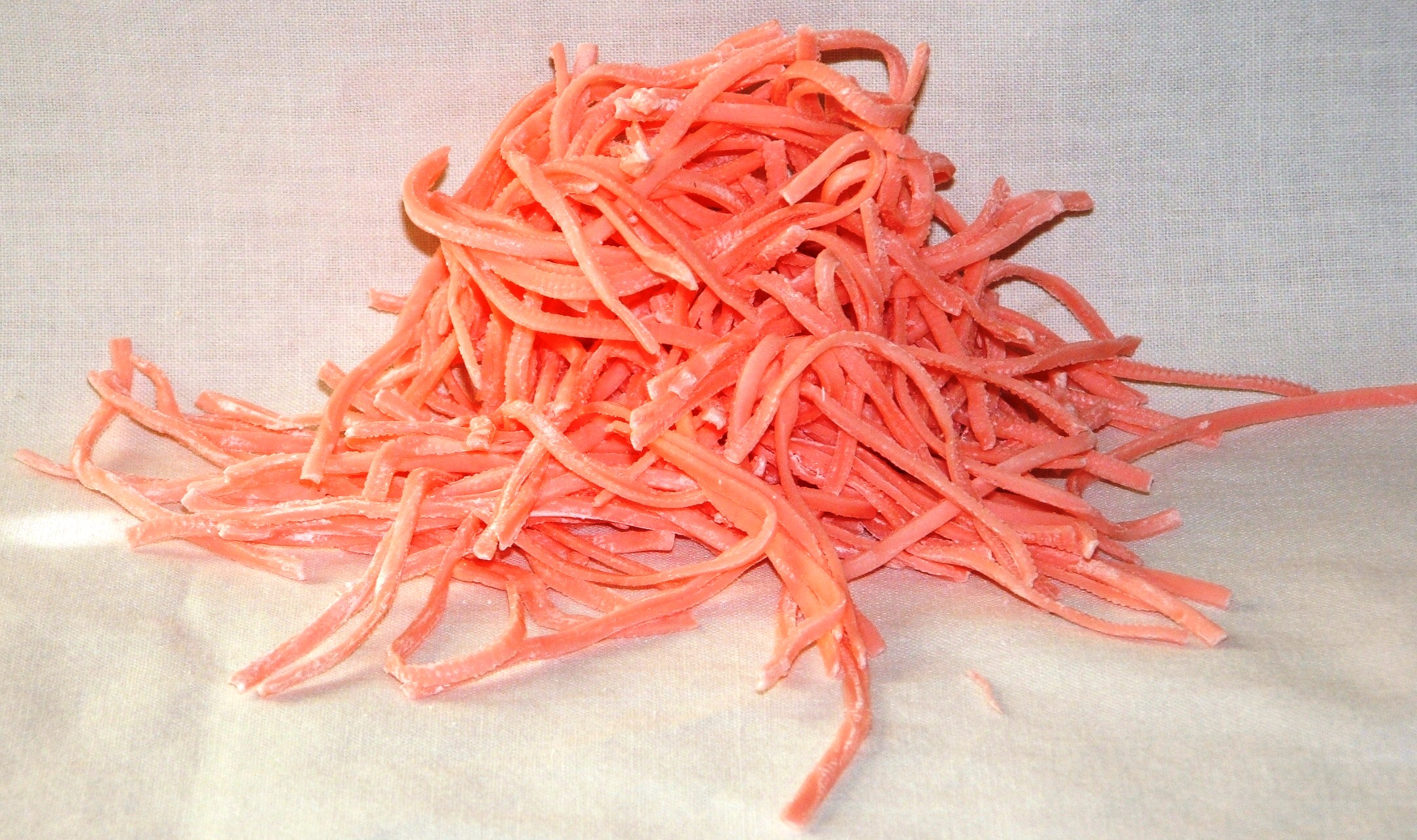
Жувальна ґумка «Big League Chew». Готовий товарний вигляд.
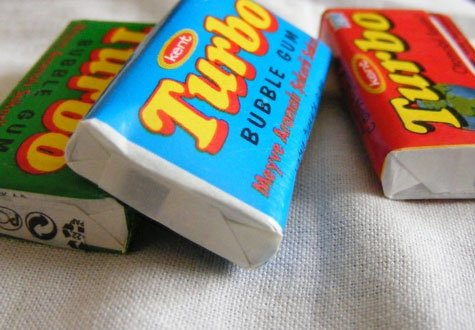
Жувальна ґумка Turbo
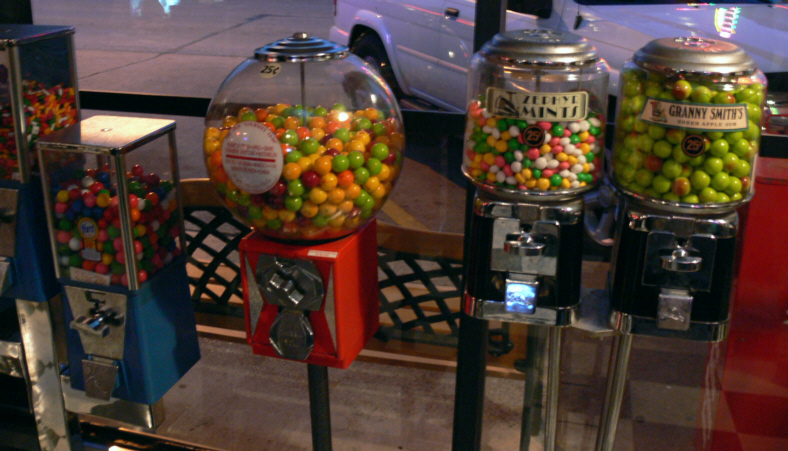
Торгові автомати з продажу жувальної гумки в їдальні в Далласі, штат Техас (2008 рік)

## Форма жувальної гумки
Жувальні гумки можуть бути різних форм та розмірів, наприклад: плоскі тонкі пластинки або смужки, гранули вкриті цукром, у формі ядра в льодянику, у формі подушечок.

## «Жувальні основи», допоміжні речовини, склад жувальних гумок
«Жувальна основа» не має смаку і складається з натуральних або синтетичних еластомерів, і допоміжних речовин: наповнювачів, пом'якшувачів, пластифікаторів, підсолоджувачів, смакових добавок, ароматизаторів, стабілізаторів та барвників.

### Еластомери
Основа жувальної гумки нерозчинна, неїстівна і не має харчової цінності. Вона розм'якшується при температурі порожнини рота і надає змогу для тривалого жування продукту з поступовим вивільненням активних і допоміжних речовин, не втрачаючи при цьому маси при ковтанні слини. Використовувані еластомери основи жувальної гумки забезпечують еластичність і контролюють липкість текстури жувальної гумки.
З природних еластомерів використовуються природні каучуки — згущений або незгущений латекс, гваюла, а також природні смоли — Chilegum, Nispero, Guttahangkang, Rosidinha (rosadinha), желутонг (Jelutong), Lechecaspi (sorva), Perillo, Nigergutta, а також їх композиції.
Найпоширенішою основою жувальної гумки слугують синтетичні каучуки — ізопреновий і бутадієновий каучуки, поліізобутилен (бутилкаучук), сополімер вінілацетату з етиленом. Ці речовини є основою масового виробництва жувальних гумок.
Для надання еластомеру потрібної текстури і консистентних властивостей, жувальної здатності та тактильних відчуттів від гумки у роті використовують пом'якшувачі, пластифікатори та емульгатори.

#### Пом'якшувачі
Як пом'якшувачі використовують терпіненові смоли (полімери α-пінену і β-пінену), гідрогенізовані, дімерізовані або полімеризовані смоли та ін..

#### Пластифікатори
Пластифікаторами є гліцерин, натуральні та синтетичні воски, гідрогенізовані рослинні олії, кукурудзяний сироп, гідрогенізовані гідролізати крохмалю, пропіленгліколь, ланолін, пальмітинова кислота, олеїнова кислота та ін..

#### Емульгатори
Емульгаторами є: моноефіри гліцерину зі стеариновою кислотою, лецитин (наприклад, соєвий), моногліцериди та дигліцериди жирних кислот, моно ефіри пропіленгліколю зі стеариновою кислотою, їх суміші та ін.. Гліцерин у жувальній гумці запобігає втраті вологи з жувальної основи.

#### Наповнювачі та текстуруючі агенти
Необхідну текстуру, потрібну жувальну здатність, та формування відповідного розміру і маси гумки формують текстуруючими агентами або наповнювачами: карбонати кальцію і магнію, оксид і гідроксид алюмінію, тальк, силікат алюмінію та ін..

### Підсолоджувачі
Для солодкості у жувальних ґумках використовуються підсолоджувачі:
 — водорозчинні підсолоджувачі: глюкоза, галактоза, ксилоза, мальтоза, монеллін, манноза, рибулоза, сахароза, фруктоза, цукрові спирти, такі як сорбіт, манітта ін.
 — водорозчинні штучні підсолоджувачі: натрієві або кальцієві солі сахарину, солі цикламатута ін.
 — підсолоджувачі на основі дипептидів: аспартам, алітам та ін.
 — хлоровані похідні звичайного цукру: сукралоза;
 — підсолоджувачі на основі протеїну: тауматин I і II.
Ксиліт, окрім підсолоджувальної дії, має заявлений стоматологічний ефект. Бактерицидну дію та посилюючий протикаріозний і протизапальний ефект в порожнині рота мають деякі цукрозамінники в складі жувальної гумки.
У більшості європейських країн реалізація жувальних гумок, які не містять цукру коливається від 75 до 90 %.

### Ароматизатори
До ароматизаторів, які використовуються у виробництві жувальної гумки, належать: ефірні олії (цитрусові олії, фруктові есенції, олія перцевої та кучерявої м'яти, олія гвоздики та ін.) та синтетичні ароматизатори. До найвідоміших ароматизаторів жувальної гумки належить ментол (2-(2-пропіл)-5-метил-1-циклогексанол).

### Барвники
Відповідного кольору жувальним ґумкам надають послуговуючись барвниками. Сніжно-білий колір гумовій масі надає діоксид титану. Використовуються натуральні та синтетичні харчові барвники, які дозволені для застосування в харчовій промисловості, лікарських препаратах і косметиці.

### Консерванти та антиоксиданти
Консерванти чи антиоксиданти в жувальну гумку можуть додаватися з метою запобігання можливості росту мікроорганізмів. До таких належать: бутильований гідрокситолуол, бутильований гідроксианізол (Е320), пропілгалат, бензоати та ін..

## Упаковка. Обгортки
Жувальну гумку упаковують в металеві коробочки, блістер, пластикові банки, в індивідуальні упаковки.
При індивідуальному пакуванні жувальну гумку загортають в етикетку або в етикетку з підгорткою. З цією метою використовують етикеточний папір, парафінований папір, алюмінієву фольгу, полімерні та інші пакувальні матеріали дозволені для контакту з харчовими продуктами. Окремі виробники під обгортки своєї продукції вкладали підгортки у вигляді картинок з серії фоторепортажів:
 — з персонажами відомих мультфільмів студії Уолта Діснея (жувальні гумки «Donald» виробництва голландської компанії «Maple Leaf BV». Одна картинка як підгортка могла містити цілий сюжет);
 — з фотографіями автомобілів, мотоциклів та інших транспортних засобів (жувальна ґумка «Turbo», «OtoMoto» турецької компанії «Kent», жувальна ґумка «BomBibom» турецької компанії «Baycan»);
 — з фотографіями футболістів (жувальна ґумка «Final» турецької компанії «Ulker»);
 — з фотографіями військової техніки (жувальна ґумка «Lazer» турецької компанії «Ulker»);
 — у вигляді коміксів (жувальна ґумка «TipiTip» турецької компанії «Kent», жувальна ґумка «CinCin» данської компанії «Dandy», яка випускала жувальні гумки на території Туреччини) і тд.
Жувальна ґумка «Love is…» виробництва турецької «Dandy Sakiz ve Şekerleme San. A.Ş» мала два смаки, а як підгортки використовувала картинки, які показують різні прояви взаємин хлопчика та дівчинки й містять коротке гумористичне визначення любові.
Виробники могли виготовляти картинки також і у формі наліпок (в тому числі «тату»).
Картинки-вставки від упаковок жувальних гумок були колекційним захопленням. В колишньому СРСР виробництва сучасних пакувальних матеріалів практично не було. Тому жінки змушені були прати поліетиленові пакетики, а дітлахи роками зберігали яскраві обгортки від іноземної жувальної гумки. Серед школярів підгортки ставали предметом азартних ігор. Суть азартної гри у складанні на стіл картинок учасниками, визначення на пальцях черговості удару, щоб по черзі бити долонею по стопці картинок. Метою удару долоні є перегорнути картинку. Перегорнену картинку учасник такого удару забирав собі й отримував право на новий удар. Тур тривав до того часу, поки всі картинки не будуть розіграні. Гра переслідувалась учителями та вихователями шкіл, а на початку 2000-х тихо витіснилась з ужитку. Найбільшою популярністю користувалися картинки від гумок «Donald», «Turbo» і «Bombibom».

## Вплив на здоров'я
Жувальна гумка призначена для очищення зубів та ротової порожнини, маскування неприємних запахів, або просто для розваги. Можуть бути використані для доставки нікотину в організм (Нікоретте) при лікуванні тютюнопаління. В Івано-Франківському медичному інституті розроблено препарат на основі екстракту вівса, який при додаванні до звичайної жувальної гумки, є ефективним засобом у боротьбі з курінням — 80 % пацієнтів кинули палити.
Жувальна ґумка може мати стимулюючий ефект через вміст у ній певних інгредієнтів (наприклад, м'яти кучерявої). В Японії компанією «Lotte Confectionery» з 1981 року виробляється жувальна ґумка торгової марки «Black Black». Ґумка має чорний колір і, окрім інших інгредієнтів, містить кофеїн, який освіжає від сонливості.
Внаслідок роботи жувальних м'язів підвищується кровопостачання голови і, таким чином, підвищується постачання кров'ю кисню до мозку. Згідно з японським дослідженням жувальної гумки, вона має позитивний вплив на управління стресом, на здатність до концентрації та уваги, оскільки жування збільшує потік крові до мозку до 25 відсотків.

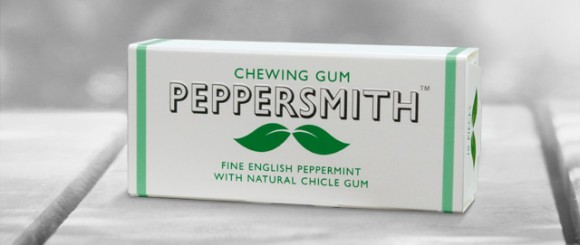
Жувальна ґумка «Peppersmith» однойменної британської компанії виробляється з 100 % ксиліту і не містить штучних ароматизаторів, барвників та консервантів.

Лікувальна жувальна ґумка як лікарська форма не поширена в Україні і не включена до Державної фармакопеї України. Використання лікувальних жувальних гумок у стоматології доведена багатьма дослідженнями, проведеними в світі. Проте вивченню даної лікарської форми присвячена вкрай мала кількість вітчизняних наукових досліджень.

### Стоматологічне здоров'я
Жувальна ґумка, як і зубні пасти, зубні порошки, зубні еліксири, зубні щітки і зубочистки, є гігієнічним засобом для очищення зубів. З її допомогою зуби очищаються під час жування. Жувальну гумку можна використовувати не лише як гігієнічний засіб, а й як ефективний і лікувальний засіб проти деяких хвороб зубів, вводячи в склад гумки спеціальні добавки: мікроелементи (наприклад, фтор), фосфати (фосфати кальцію). За допомогою жувальної гумки можна попередити карієс.
Шкідлива дія деяких інгредієнтів нормальних жувальних гумок, особливо цукру, частково компенсується за рахунок ефекту чищення зубів. Також існують жувальні гумки без цукру і спеціальні стоматологічні жувальні гумки. Сам цукор участі у формуванні карієсу не бере. Якщо жувальна ґумка містить цукор, в порожнині рота утворюється кисле середовище, яке сприяє розвитку карієсу. Деякі жувальні гумки підсолоджуються ксилітом, який вважається найкращим замінником цукру, що призводить до того, що шкідливі бактерії, які сприяють розвитку карієсу, більше «голодують». Існують жувальні гумки, з 10 % вмістом ксиліту. Багато жувальних гумок, головним чином, містять сорбіт, і тільки невелика частина складу припадає на ксиліт. Проблема в тому, що нешкідливі бактерії в роті від сорбіту також «голодують» при карієсу.
Але існують і побічні ефекти, наприклад, при надмірному жуванні жувальної гумки у великих кількостях може призвести до здуття живота.
Жувальна ґумка не замінить обов'язкового дворазового чищення зубів щіткою. Жувальна ґумка має слабкий ефект механічного очищення зубів. При використанні жувальної гумки очищення досягається тільки на жувальній поверхні від механічного ефекту очищення. Зубний наліт, бактерії в інших частинах рота не будуть видалені. Це може бути ефективно досягнуто шляхом регулярного використання зубної щітки і зубної нитки. Тест в журналі «Еко-Тест» показує, що менше 20 відсотків зубного нальоту були вилучені протягом трьох хвилин жування. Проте, з іншого боку, видалення зубною щіткою становить приблизно від 70 до 90 відсотків. Відповідно, стоматологічна жувальна ґумка не може замінити щітку.
Жування покращує виділення слини, що допомагає ремінералізації та очищенню зубів. (слина має кальцій і залізо) Слина володіє захисними функціями — вбиває патогенну мікрофлору, очищує порожнину роту від залишків їжі, захищає зуби. З метою стоматологічної допомоги особливу увагу слід звертати на жувальні гумки з кальцієм і ксилітом. Жувальна гумка підвищує виділення слини, що є важливим при ксеростомії.
Вживання жувальних гумок, які містять ксиліт, входить в програму державної стоматологічної допомоги Фінляндії, внаслідок чого ця країна стала однією з країн з найнижчою захворюваністю карієсом.

### Шлунок
Поширена думка, що надмірне вживання жуйки перед їжею змінює нормальну секрецію шлунка і може сприяти розвитку гастриту. Хоча науково доведено, що коли жувальної гумки багато, то продукується багато слини, котра при гастроезофагельній рефлюксній хворобі захищає слизову оболонку стравоходу розбавленням шлункової кислоти.
М'ятні жувальні гумки містять компоненти, які уповільнюють скорочення шлунку.
Надлишкове споживання жувальних гумок (4-16 шт в день) може викликати гастрит, кольки, метеоризм і діарею, тому що жувальні гумки містять сорбіт; також може призвести до печії, виразки і втрати ваги. Жувальні гумки знижують апетит, стимулюють відчуття насичення і знижують бажання взяти солодкі продукти; зменшують споживання калорій.

### Можливі канцерогени
Побоювання виникають з приводу можливого канцерогенного впливу вінілацетату (етеніл ефіру оцтової кислоти), використовуваного деякими виробниками у своїх гумміосновах. Компонент може приховуватись всеосяжним терміном «основи жувальної гумки». Канадський уряд в одному оголошенні називав інгредієнт як «речовиною потенційно високої небезпеки». Однак, 31 січня 2009 року, уряд Канади дійшов остаточного висновку, що вплив вінілацетату не вважається шкідливим для здоров'я людини.

### Проковтування жувальної гумки
Поширена думка, що жувальна ґумка застрягне, коли її проковтнути. Проте, в шлунку або в тонкій кишці з жувальної гумки будуть поглинуті всі залишкові засвоювані інгредієнти, такі як цукри, які можуть розчинюватись і поглинатись. Нестравна залишкова маса виводиться з організму. Тільки у людей з порушеннями моторики шлунка або кишки проковтнуті жуйки можуть бути згруповані разом.

#### Інші небезпеки
Жувальна ґумка може стати причиною трагедії, коли потрапить в дихальні шляхи при поштовхах, під час кашлю, сміху, при ДТП.

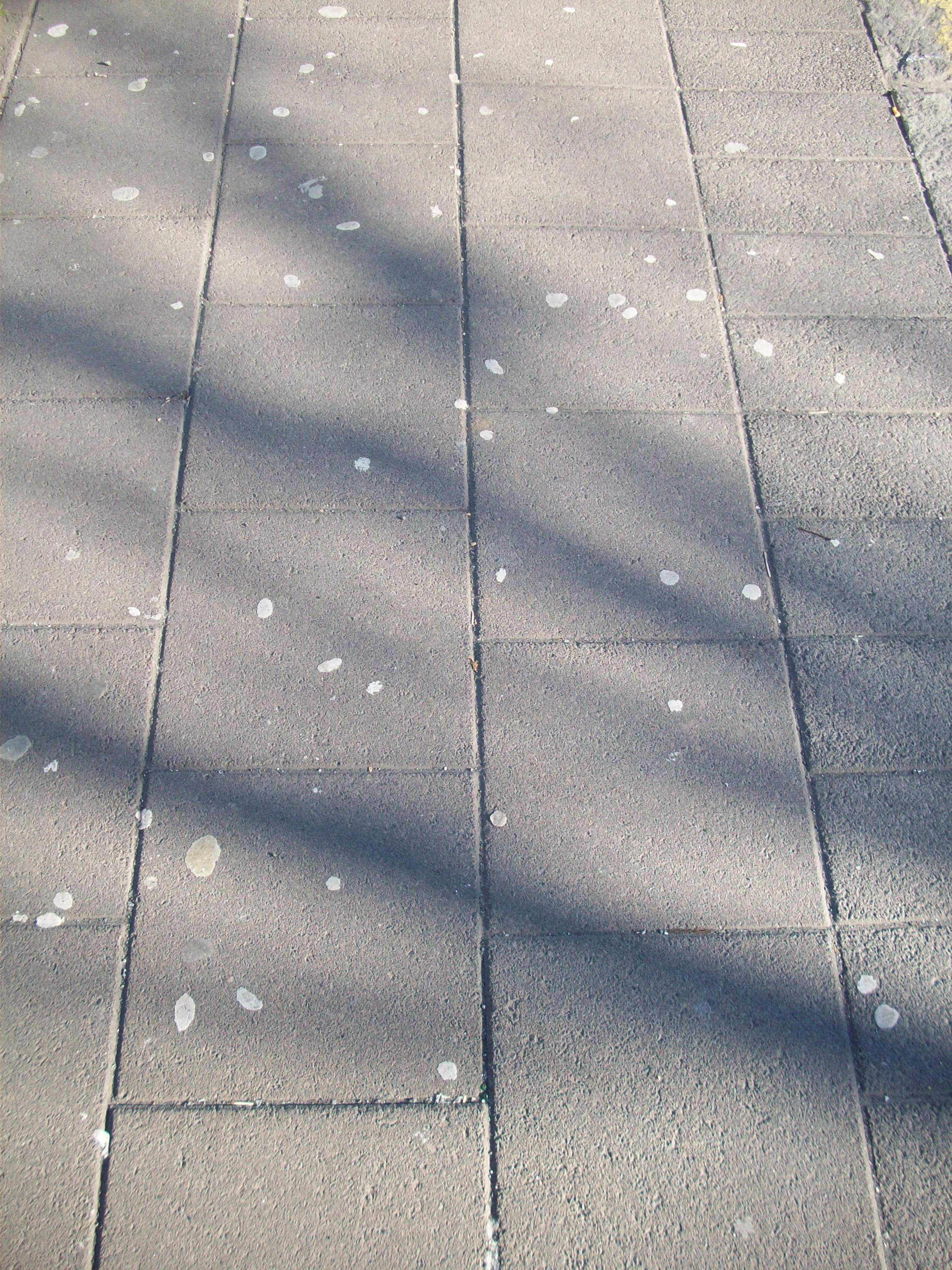
Жувальна ґумка на тротуарі

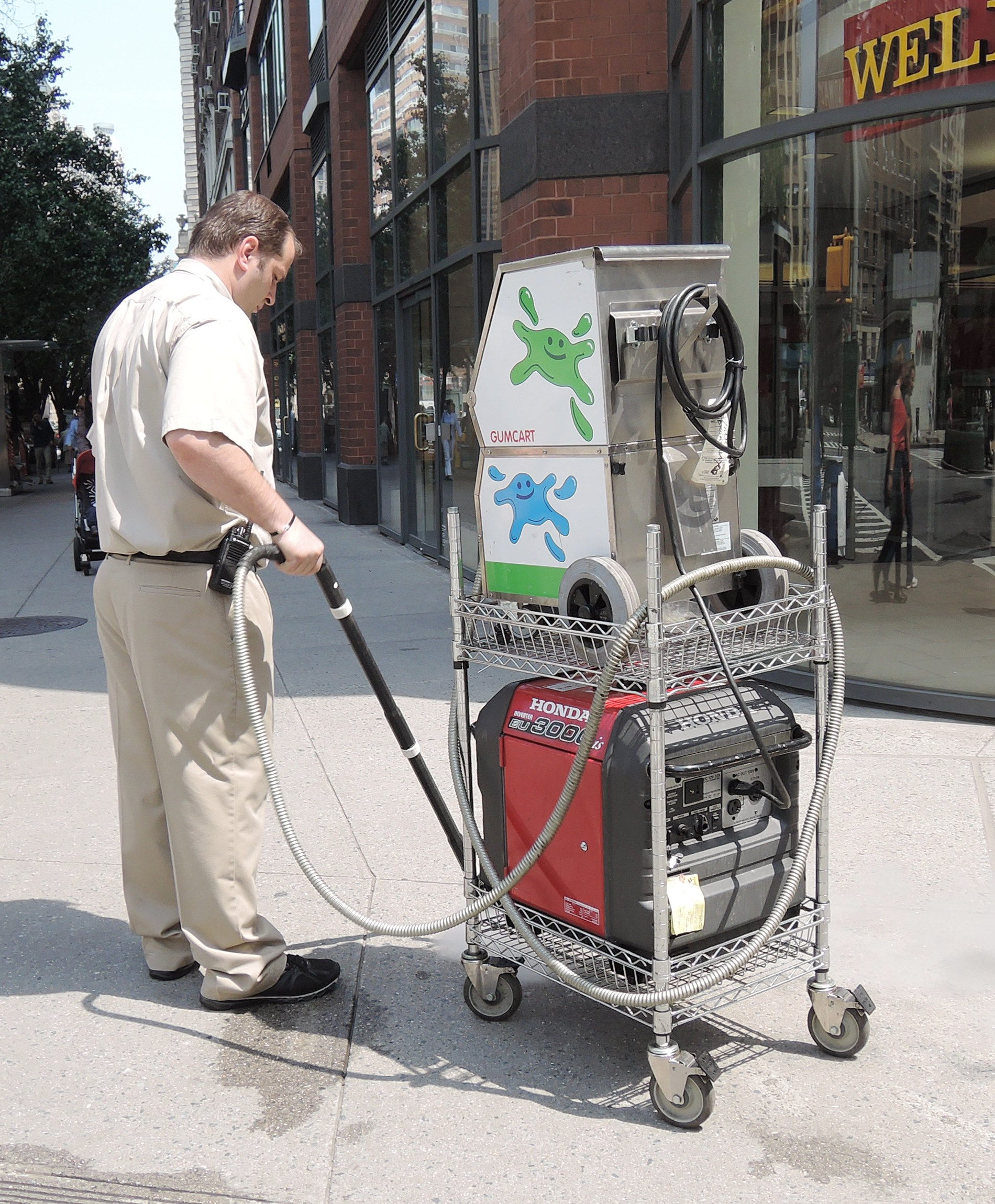
Видалення гумки в Мангеттені, Нью-Йорк

## Вплив на навколишнє середовище і соціальні питання
Під час застосування жувальна ґумка практично не зменшується в об'ємі, але всі наповнювачі поступово розчиняються, після чого жувальна основа стає позбавленою смаку і зазвичай викидається.
Жувальна ґумка не розчинна у воді. Комерційно доступна жувальна ґумка не є біорозкладаним матеріалом. Часто зустрічається приліплювання гумки під лавки, столи, і на поручні ескалаторів. Багато використаної гумки знаходить свій останній шлях на поверхні тротуарів у відкритих громадських місцях. Прибирання з видаленням таких гумок дуже складне і дороге. Видалення, як правило, досягається за рахунок струменя пари і скребка, але процес повільний і трудомісткий.
Місто Кельн, наприклад, видаляє залишки жувальної гумки за допомогою спеціального пристрою під керуванням гарячою парою і за допомогою (екологічно чистих) поверхнево-активних речовин. Залишки гумки висушені, а отже можуть бути видалені щіткою. Штраф за плювок жувальної гумки в Кельні складає від 35 до 50 €.
На очищення міст від жувальних гумок з бюджету Великої Британії щорічно надається 150 мільйонів фунтів (близько 1,8 млрд гривень).
Необережно залишена жувальна ґумка може завдавати значного клопоту при потраплянні її на волосся, на одяг людей.
Проте біорозкладальні жувальні гумки були розроблені (названа «Chicza»). Біорозкладальна гумка являє собою суміш проламінових і поліефірових компонентів. До проламінової групи належать: зеїн, пшенична клейковина, гліадін, глютенін та їх комбінації. Поліефір включає мономери із групи, що містить молочну, гліколеву, лимонну, адипінову кислоти, лактид, капролактон, оксид етилену, етиленгліколь, пропіленгліколь та їх композиції.

## Заборони
Багато шкіл не дозволяють жувальні гумки, тому що студенти часто розпоряджаються ними неналежним чином, жувальні гумки можуть відволікати в класі, ґумка може нести хвороби або бактерії від інших студентів.
Уряд Сінгапуру заборонив жувати гумку в 1992 році. Лі Куан Ю заборонив жувальну гумку в країні посилаючись на те, що коли в країні стала до ладу перша лінія метрополітену, було зафіксовано кілька випадків вандалізму — жувальною гумкою заліплювали сенсорні датчики у дверях вагонів, через що, двері не зачинялись і рух поїзда затримувався. Якщо місцевій владі буде відомо, що іноземний турист чи місцевий мешканець має при собі пачку жувальної гумки — доведеться платити штраф в розмірі 1000 доларів. Однак, в 2002 році уряд дозволив для продажу в аптеках жувальну гумку без цукру, якщо її прописав лікар або стоматолог. Зрештою, Сінгапур вирізняється в частині покарань: в країні практикують тілесні покарання, штрафи в розмірі 80 доларів за не спущену у вбиральні воду, штрафи в розмірі 600 доларів за кинутий на тротуар недопалок і ін..

## Жувальна гумка як артоб'єкт
- У Сан-Луїс-Обіспо є Алея Жувальної Гумки (англ. Bubblegum Alley), стіни якої вкривають протягом десятиліть використаною жувальною гумкою[52][53]. Алея стала визначною туристичною пам'яткою.

| Алея Жувальної Гумки | Алея Жувальної Гумки, Сан-Луїс-Обіспо (Каліфорнія) | Художні композиції зроблені з гумки. Алея Жувальної Гумки |

- В Празі в громадському місці на площі перед театром встановлена скульптура «Жувальна ґумка». Це робота Павела Кароуса (чеськ. Pavel Karous) спільно з чеськ. «Nová Věčnost» (P. Karous, H. Sequensová, A. Stanko), які вже протягом декількох років займаються насамперед статуями та скульптурами в громадських місцях[54].
- В Державному університеті Трумена (штат Міссурі, США), існує студентська традиція «Gum Tree» з прикріплювання жувальної гумки на дерево, що виникла в 1920-ті роки, коли жувати жуйку в класі було проти правил.

| скульптура «Жувальна ґумка» (чеськ. Žvýkačka) в Празі | Дівчина підписує дерево з жувальними ґумками біля могили Джима Моррісона. Пере-Лашез, Париж | Дерево заліплене жувальними ґумками на території Державного університету Трумена |

## Виробники та бренди
Основними виробниками жувальних гумок є: Wrigley, Perfetti Van Melle, Cadbury, Dandy, Maple Leaf, Concord Confections, Marukawa, Kent, Kraft Foods і ін.

## Термін зберігання
Термін зберігання жувальної гумки з дня виготовлення складає 6 місяців для гумок у вигляді драже і 9 місяців у решти.

## Видалення жувальної гумки з різних поверхонь
- Якщо до тканини прилипла жувальна ґумка, або на ній наявний залишок гумки, і річ вміщується в морозильну камеру, — пошкоджену річ у чистому поліетиленовому пакеті вкладають до морозильної камери холодильника[56]. Після того, як ґумка замерзне, вона відпаде[56].
- Рештки жувальної гумки видаляють з одягу за допомогою парової праски та паперу.
- Якщо жувальна ґумка потрапила у волосся, її можна видалити (принаймні частково) олією. Далі можна ретельно видалити гребінцем з дрібними зубами. Рослинна олія може бути замінена борошном, для обволікання ним волосся і унеможливлення подальшого зчеплювання з ним гумки.

## Цікаві факти
- Стверджується, що жувальної гумки боїться американська актриса і телеведуча Опра Уінфрі, бо їй сняться сни, нібито від жувальної гумки у неї випадають зуби[57].
- Твердість жувальної гумки за Методом Шора по шкалі OO (Shore ОО) — 22[58]. (мікропористі гуми зазвичай вимірюються за цією шкалою)
- В серпні 2000 року прикордонники припинили спробу митників та представників судноплавної компанії «Укрфері» провезти в Україну 60 тонн контрабандної жувальної гумки[59]. З усієї партії, яка прямувала з Туреччини, було офіційно розмитнено лише 150 кілограм[60].